# Alexandria (Tennessee)
Alexandria è un comune degli Stati Uniti d'America, situato nello Stato del Tennessee, nella Contea di DeKalb.